# Музей сучасного мистецтва імені Великого герцога Жана

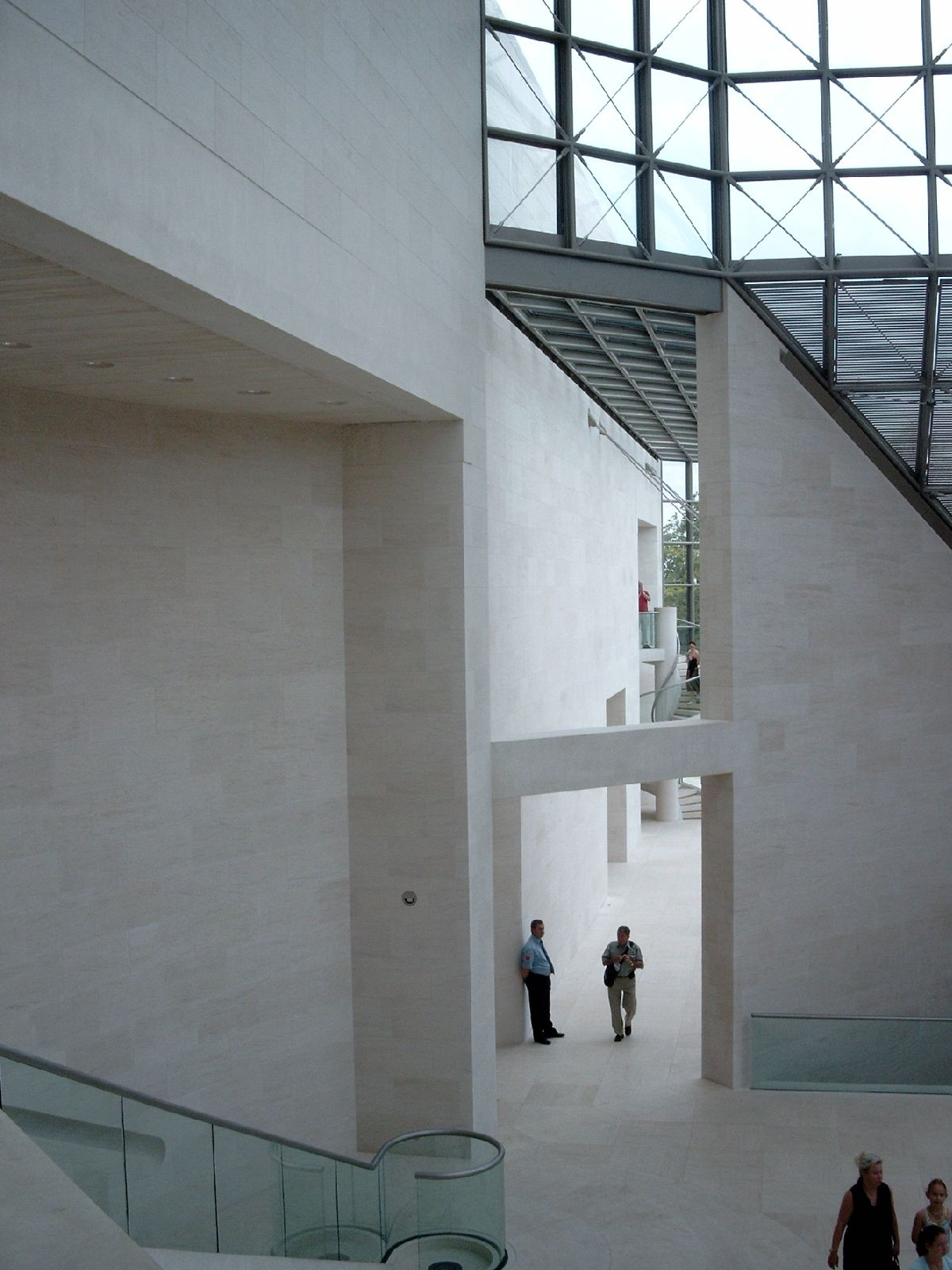
Інтер'єр музею

Музей сучасного мистецтва імені Великого герцога Жана (фр. Musée d’Art Moderne Grand-Duc Jean), скорочено Мюдам (фр. Mudam) — художній музей в місті Люксембург. Розташований на території замку Три жолуді.

## Історія
Музей було засновано в 1989 році з ініціативи прем'єр-міністра Жака Сантера з нагоди 25-річчя правління Великого герцога Жана.
Нове приміщення музею було відкрито 1 червня 2006 року. Музей названий на честь батька теперішнього Великого герцога Анрі. Спершу скорочення «Мюдам» було придумане, як назва музейного сайту, та невдовзі ця назва стала дуже популярною й вживається навіть за офіційних нагод.

## Колекції
У музеї виставлені твори таких сучасних митців, як Алвар Аалто, Марина Абрамович, Еммануель Антій, Бернд і Гілла Бехер, П'єр Вісмут, Софі Калле, Клод Клоскі, Тоні Крег, Річард Дікон, Демієн Дерубе, Ян Фабр, Гюнтер Форг, Фрегер, Бернар Фриз, Франц Гертш, Нен Ґолдін, Марі-Анж Ґійміно, Андреас Гурскі, Пітер Галлей, Томас Гіршгорн, Фабріціо Ібер, Вільям Кентрідж, Клод Левек, Річард Лонг, Мішель Мажерюс, Мартін Марг'єла, Стів Макквін, Брюс Науман, Грейсон Перрі, Піпілотті Ріст, Томас Руфф, Джуліан Шнабель, Томас Шютте, Сінді Шерман, Катаріна Стівердінг, Вольфганг Тільманс, Лор Тіксьє, Сай Твомблі, Ксав'є Вейлан і Ремі Зогг.